# Dinamo Omsk
Dinamo Omsk (ros. Футбольный клуб «Динамо» Омск, Futbolnyj Kłub „Dinamo” Omsk) – rosyjski klub piłkarski z siedzibą w Omsku.

## Historia
Chronologia nazw:
- 1923 – ???: Dinamo Omsk (ros. «Динамо» Омск)
- 1993 –...: Dinamo Omsk (ros. «Динамо» Омск)

Piłkarska drużyna Dinamo została założona w 1923 w Omsku. W 1937 i 1938 uczestniczyła w rozgrywkach Pucharu ZSRR.
Zespół występował w rozgrywkach regionalnych obwodu omskiego ZSRR.
W 1993 nastąpiło odrodzenie klubu. Debiutował w Drugiej Lidze Rosji. Występować w Drugiej Lidze do 2001 roku, kiedy nastąpiła decyzja o zdjęciu klubu z rozgrywek.
Obecnie klub występuje na poziomie amatorskim w rozgrywkach regionalnych obwodu omskiego Rosji.

## Sukcesy
- 1/32 finału w Pucharze ZSRR: 1937
- 7. miejsce w Rosyjskiej Drugiej Lidze, grupie 7: 1993
- 1/32 finału w Pucharze Rosji: 1999